# Sebastes koreanus
Sebastes koreanus är en fiskart som beskrevs av Kim och Lee, 1994. Sebastes koreanus ingår i släktet Sebastes och familjen kungsfiskar. IUCN kategoriserar arten globalt som otillräckligt studerad. Inga underarter finns listade i Catalogue of Life.